# Ekbert I von Bentheim
Ekbert I von Bentheim (ur. w 1253 r.; zm. w 1309 lub 1311 r.) - hrabia Bentheim w latach 1279–1311.
Urodził się jako drugi syn hrabiego Tecklenburga i Bentheim Ottona II i jego żony Heilwigi. W 1279 r., po śmierci ojca odziedziczył hrabstwo Bentheim. W tym samym roku nadał miejscowemu klasztorowi Wietmarschen. W kolejnych latach panowania nadawał liczne dobra klasztorom i miastom. 6 listopada 1295 r. nadał prawa miejskie dawnej osadzie Schüttorf. Okres rządów Ekberta przypadł na lata względnego spokoju, dlatego też władca skupiał się na rozwoju rolnictwa i handlu. Zmarł w 1309 lub 1311 r. pozostawiając hrabstwo synowi Janowi.
5 czerwca 1277 r. poślubił hrabiankę oldenburską Heilwigę, z którą miał dziesięcioro dzieci:
- Jana - kolejnego hrabiego Bentheim.
- Ekberta - kanonika w Munster
- Ottona - dziekana w Munster
- Henryka - kanonika w Bremie
- Jadwigę - przeoryszę w Vreden
- Lisę - ksenię
- Odę - opatkę w Metelen
- Baldwina - dziekana w Osnabrucku
- Juttę - mniszkę w Vreden
- Odillę - żonę Arnolda III, hrabiego Almelo